# Mandawa

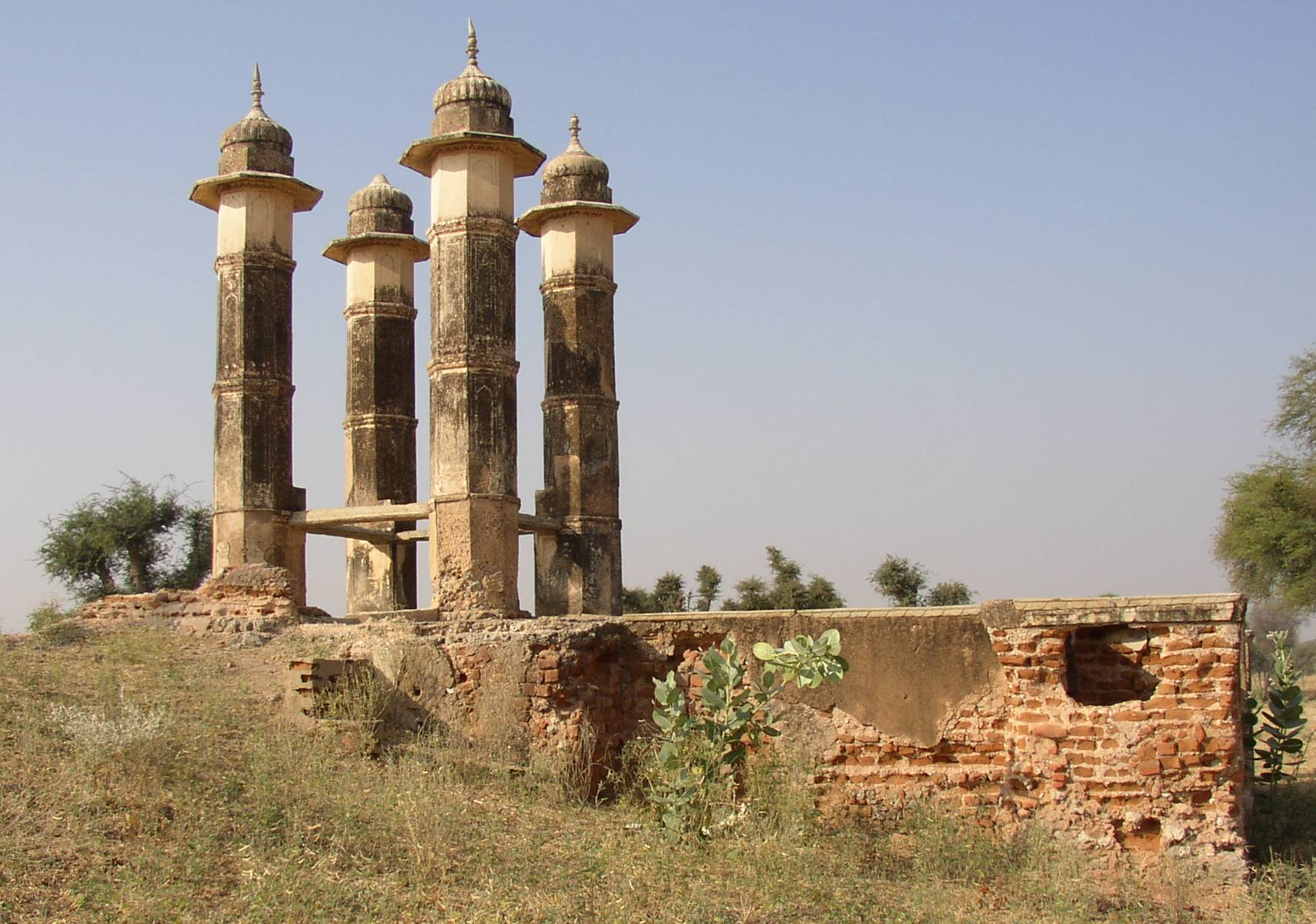
Giếng khoan

Mandawa là một thành phố và khu đô thị của quận Jhunjhunun thuộc bang Rajasthan, Ấn Độ.

## Địa lý
Mandawa có vị trí 28°03′B 75°09′Đ / 28,05°B 75,15°Đ Nó có độ cao trung bình là 316 mét (1036 feet).

## Nhân khẩu
Theo điều tra dân số năm 2001 của Ấn Độ, Mandawa có dân số 20.717 người. Phái nam chiếm 51% tổng số dân và phái nữ chiếm 49%. Mandawa có tỷ lệ 58% biết đọc biết viết, thấp hơn tỷ lệ trung bình toàn quốc là 59,5%: tỷ lệ cho phái nam là 70%, và tỷ lệ cho phái nữ là 45%. Tại Mandawa, 18% dân số nhỏ hơn 6 tuổi.